# Chantal Goya
Chantal Goya, nata Chantal de Guerre (Saigon, 10 giugno 1946), è una cantante e attrice francese.

## Biografia
Chantal Goya ha cominciato la sua carriera come ragazza yé-yé. Ha anche intrapreso una carriera nel cinema francese, nel ruolo di Madeleine nel film di Jean-Luc Godard Il maschio e la femmina (1966) e nel film di Jean-Daniel Pollet L'amour c'est gai, l'amour c'est triste.
Dopo il 1975, è diventata celebre come cantante per bambini.

## Filmografia parziale
- Il maschio e la femmina (Masculin, féminin), regia di Jean-Luc Godard (1966)
- Wenn Ludwig ins Manöver zieht, regia di Werner Jacobs (1967)
- L'échelle blanche, regia di Paul Feyder e Robert Freeman (1969)
- Tout peut arriver (1969)
- L'amour c'est gai, l'amour c'est triste, regia di Jean-Daniel Pollet (1971)
- Les Gaspards, regia di Pierre Tchernia (1974)
- Trop c'est trop, regia di Didier Kaminka (1975)
- Absolument fabuleux, regia di Gabriel Aghion (2001)

## Discografia parziale

### Album
- Allons chanter avec Mickey (1977)
- La Poupée (1978)
- Bécassine (1979)
- C'est Guignol (1980)
- Comme Tintin (1981)
- Le Soulier Qui Vole (1981)
- La Planète Merveilleuse (1982)
- Babar (1983)
- Le Mystérieux Voyage (1984)
- Félix le Chat (1985)
- Bravo Popeye (1986)
- Le monde tourne à l'envers (1987)
- Isabelle, c'est la fille de Babar (1988)
- L'Étrange histoire du château hanté (1989)
- Rythme et couleur (1990)
- Mes personnages enchantés (1993)
- Le Soulier qui vole 95 (1995)
- Le Grenier aux trésors (1997)
- Absolument Goya (2002)

### Singoli
- C'est bien Bernard (1964)
- Une écharpe une rose (1965)
- Si tu gagnes au flipper (1965)
- D'abord dis-moi ton nom (1966)
- Laisse moi (1966)
- Pense pas trop (1967)
- Les boules de neige (1972)
- Ma poupée de Chine (1991)

### Raccolte
- Les Années 60 (1998)